# Блок 34
Блок 34 је стамбено насеље и један од новобеоградских блокова на Новом Београду део месне заједнице Студентски град.

## Положај
Оивичен је улицама Булеваром Арсенија Чарнојевића, Народних хероја, Булевар Зорана Ђинђића и улицом Тошин бунар. Окружен је Блоком 1, Блоком 3, Блоком 4, Блоком 33, Блоком 37, Блоком 38 и Блоком 5.

## Култура, привреда и образовање
У Блоку 34 се налази Студентски град, ТВ Студентски Град и Дом културе Студентски град.
У блоку се још налази и царинска управа Београд, као и приватни дом здравља.
Блок обилује пословним просторима, кафићима, локалима за брзу храну и продавницама.
У непосредној близини блока налази се и Висока техничка школа струковних студија, Политехничка школа и спортски центар Нови Београд.
У блоку постоји и теретана на отвореном

## Изградња
Изградња блока кренула је средином шездесетих година двадесетог века, док је Студентски Град грађен 1952. године.
Нове зграде у Блоку 34 зидане су у периоду од 1985. године до 1990. године. На месту данашњих „нових” зграда пре су се налазиле бараке у којима су живели градитељи Новог Београда, оне су срушене 1984. године да би се ту данас налазиле „нове” или како их још неки зову „беле” зграде или „зграде са црвеним црепом”, такође на том месту постоји и стара чесма на којој су се градитељи снабдевали водом.

## Студентски град
Студентски град је назив највећег студентског дома на Новом Београду. Налази се у Улици Тошин бунар. Чине га четири блока и у њему је смештено 4.406 студената.
У оквиру Студентског града налазе се:
ТВ Студентски Град, библиотека и читаонице, цртаонице, перионице веша, интернет центар, интерна телевизија, ТВ сала, ресторан Студентски град (Нови Београд), здравствена станица, пошта, студентски клубови и дискотека, приватне радње занатских услуга (фризер, обућар, фотокопирање),АКУД „Шпанац“, спортски клубови, терени за фудбал и мали фудбал, кошаркашки терен, терени за тенис и рукомет, радио клуб, фото клуб, књижевни клуб „Бранко Миљковић“, Друштво гуслара „Студент“, Светосавска омладинска заједница.
У оквиру Студентски град (Нови Београд) налази се и Дом културе Студентски град који поседује малу салу за трибинске програме, велику салу за музичко сценске и филмске програме, атељее, летњу позорницу, а основан је основан 1974. године.
Историја Студентског града датира још од педесетих година двадесетог века (1949—1955). Направљен је тада доста далеко од центра града, тако да је био једини комплекс зграда у околини. Посебан део историје овог града је везан за 1968. годину и за студентске протесте који су избили управо у њему.
Данашњи изглед добија након друге велике реконструкције која је трајала од 1985. до 1997. године..
Министарство културе покренуло је иницијативу да се укине Дом културе Студентски град

## Саобраћај
До Блока 34 се градским превозом може стићи аутобусима
Због превеликог броја возила, недостаје број паркинг места.
- линија 45 (Блок 44 - Земун, Нови град)[7]
- линија 82 (Блок 44 - Земун,Кеј Ослобођења)[8]
- линија 601 (Сурчин - Железничка станица Београд–главна).[9]
- линија 74 (Бежанијска Коса - Миријево).[10]
- линија 612 (Павиљони - Земун).[11]
- линија 65 (Звездара - Бежанијска коса).[12]
- линија 708 (Блок 70а - Земун поље).[13]
- линија 611 (Добановци - Земун).[14]
- линија 77 (Звездара - Бежанијска коса).[15]

У непосредној близини Блока 34 налази се ауто-пут Београд-Загреб.